# Badmintonmeisterschaft der Vereinigten Arabischen Emirate
Badmintonmeisterschaften der Vereinigten Arabischen Emirate werden den 1970er Jahren ausgetragen, zu dieser Zeit noch ohne existierenden Verband, sodass die 40. Austragung der Titelkämpfe 2017 des ISC (India Social & Cultural Centre) die erste offizielle Auflage nach der Gründung des Badmintonverbandes im Jahr 2016 war. Neben den nationalen Gold-Classic-Wettkämpfen werden oft auch für ausländische Starter offene Elite-Wettkämpfe während derselben Veranstaltung oder zeitnah dazu durchgeführt. Teilweise wurden Gold- und Elite-Events auch gemeinsam ausgespielt. Klub- und Juniorenmeisterschaften werden mittlerweile auch unabhängig vom ISC ausgetragen.

## Sieger
| Jahr | Herreneinzel      | Dameneinzel         | Herrendoppel                               | Damendoppel                                             | Mixed                                   |
| ---- | ----------------- | ------------------- | ------------------------------------------ | ------------------------------------------------------- | --------------------------------------- |
| 2017 | Imam Adi Kusuma   | Palwasha Bashir     | Imam Adi Kusuma Mohamed Muanis             | Palwasha Bashir Sara Siraj                              | Mohamed Muanis Eny Julijaji             |
| 2018 | Imam Adi Kusuma   | Tanisha Crasto      | Imam Adi Kusuma Muanis Mohamed             | Simona Endia Pilgaard Sindia Cindy Pilgaard             | Imam Adi Kusuma Tanisha Crasto          |
| 2019 | Imam Adi Kusuma   | Tanisha Crasto      | Imam Adi Kusuma Marselinus Nanda Dewagraha | Lailanie Anunciacio Osea Reem Siraj                     | Imam Adi Kusuma Tanisha Crasto          |
| 2020 | Somi Romdhani     | nicht ausgetragen   | Marselinus Nanda Dewagraha Somi Romdhani   | Nayonika Rajesh Rajesh Maria Angela Jane Rodriguez Agol | Marselinus Nanda Dewagraha Sara Siraj   |
| 2021 | Chirag Sen        | Nurani Ratu Azzahra | Rizki Iman Wildan Sholih                   | Tiara Rosalia Nuraidah Shelandry Vyola                  | Munawar Mohammed Tiara Rosalia Nuraidah |
| 2022 | nicht ausgetragen | nicht ausgetragen   | nicht ausgetragen                          | nicht ausgetragen                                       | nicht ausgetragen                       |
| 2023 | Munawar Mohamed   | Nurani Ratu Azzahra | Somi Romdhani Wildan Sholih                | Nurani Ratu Azzahra Aisyah Nuraini                      | Somi Romdhani Aisyah Nuraini            |
| 2024 | Somi Romdhani     | Nurani Ratu Azzahra | Dev Ayyappan Dhiren Ayyappan               | Berliyan Sudrajat Aisyah Nuraini                        | Wildan Solih Berliyan Sudrajat          |